# Maserati Bora
Maserati Bora (рус.  Мазера́ти Бо́ра) — легковой автомобиль класса  Гран Туризмо выпускавшийся итальянской компанией Maserati с 1971 по 1978 год. Первый автомобиль компании со среднемоторной, с расположением двигателя за спинками передних сидений, компоновкой. В соответствии с традицией фирмы тех лет получил своё название по имени ветра. Всего было сделано 564 автомобиля.

## Описание

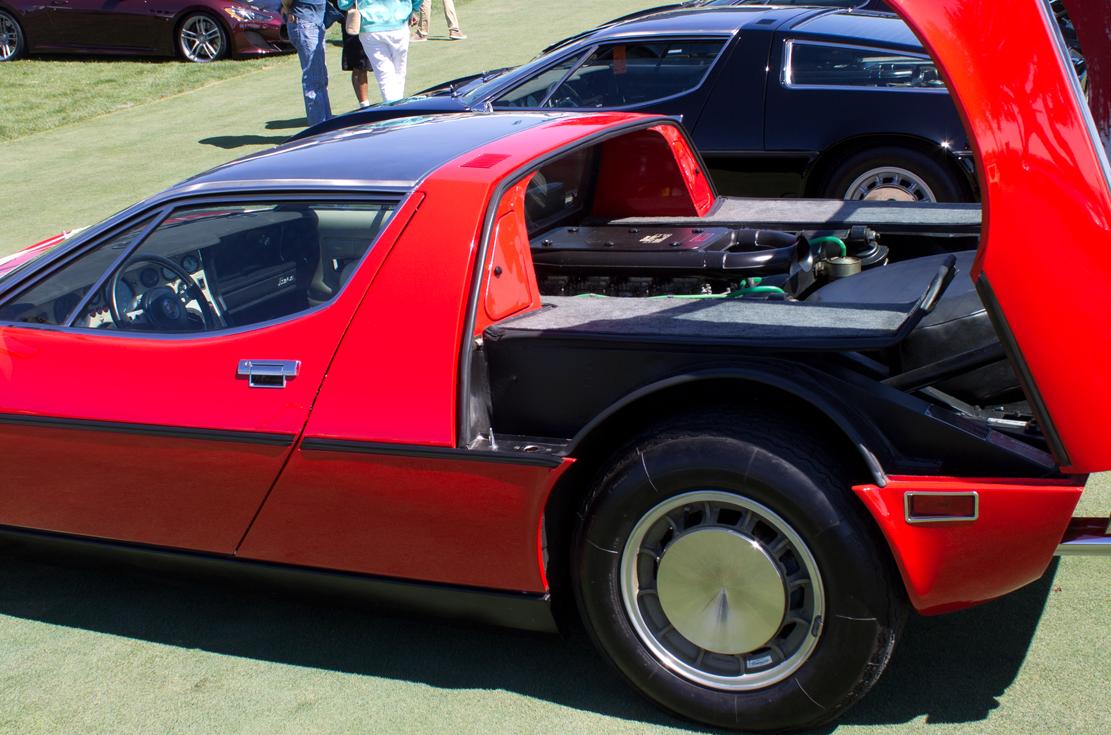
Двигатель расположен прямо за спинками сидений

Модель Bora была знаковым автомобилем в истории компании. Это была первая дорожная модель Maserati с центральным, за спинками сидений, расположением двигателя. Разработчик автомобиля Джулио Альфиери (англ. Giulio Alfieri) использовал опыт, накопленный при создании гоночного среднемоторного Birdcage Tipo 63-65.  Красивый кузов фастбэк был создан другим мастером, Джорджетто Джуджаро.
На модель продольно устанавливался хорошо известный V-образный восьмицилиндровый двигатель, сначала рабочим объёмом 4,7 литра, позже — 4,9-литровый. Независимая пружинная подвеска на двух поперечных рычагах использовалась как спереди, так и сзади. Тормоза всех колёс были дисковыми вентилируемыми. Модель оборудовалась комплексной системой гидроприводов Citroen, которые приводили в действие тормоза, открывали фары и позволяли настраивать положение водительского сиденья и блока педалей.